# Saison 2021 de l'équipe cycliste SD Worx
La saison 2021 de l'équipe cycliste SD Worx est la douzième de la formation. Elle accède au statut de WorldTeam, la première division du cyclisme féminin. L'effectif de l'équipe est grandement renouvelé. La puncheuse Demi Vollering, les grimpeuses Niamh Fisher-Black, Ashleigh Moolman et Nikola Nosková, ainsi que les sprinteuses Elena Cecchini, Anna Shackley et Roxane Fournier rejoignent l'équipe. Tandis que Amalie Dideriksen, Jip van den Bos, Eva Buurman, Katie Hall et Skylar Schneider la quittent.
La championne du monde Anna van der Breggen remporte pour la septième fois consécutive la Flèche wallonne, le Tour de Burgos et plusieurs semi-classiques espagnoles avant de s'imposer sur le Tour d'Italie pour la quatrième fois. Elle est troisième du contre-la-montre olympique. Elle connait néanmoins une méforme en fin de saison. Demi Vollering confirme tous les espoirs placés en elle. Elle remporte Liège-Bastogne-Liège, La course by Le Tour de France et The Women's Tour. Elle est également deuxième de l'Amstel Gold Race. Amy Pieters gagne son championnat national, Nokere Koerse et une étape du Women's Tour. Chantal van den Broek-Blaak s'impose sur les Strade Bianche et le Simac Ladies Tour. Ashleigh Moolman  gagne l'étape reine du Tour d'Italie et est deuxième du Tour de Norvège. Elena Cecchini est deuxième du Tour de Drenthe. Au moment du bilan, Demi Vollering est quatrième du classement mondial et deuxième du World Tour. SD Worx remporte les deux classements par équipes.

## Préparation de la saison

### Partenaires et matériel de l'équipe

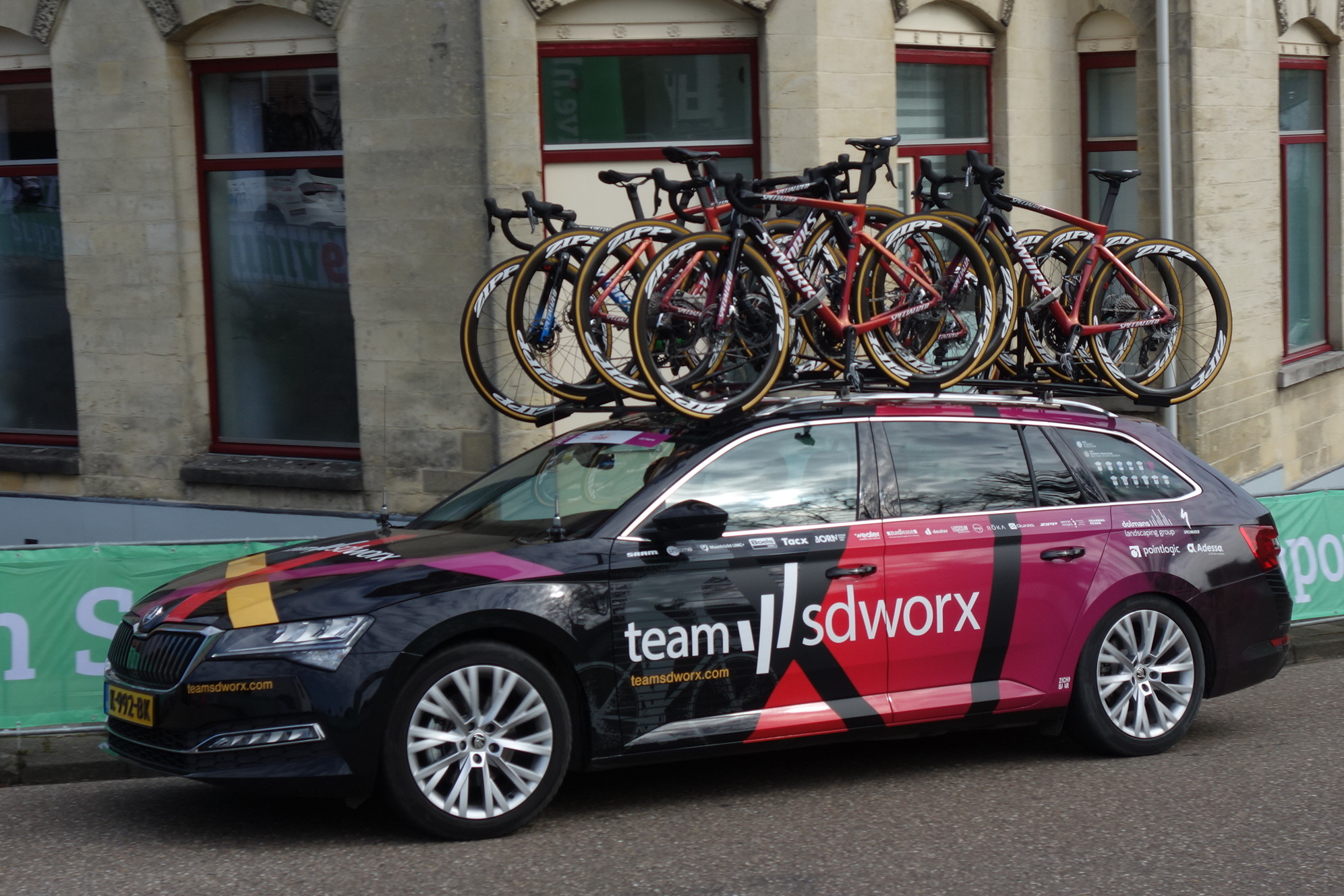
Voiture de l'équipe.

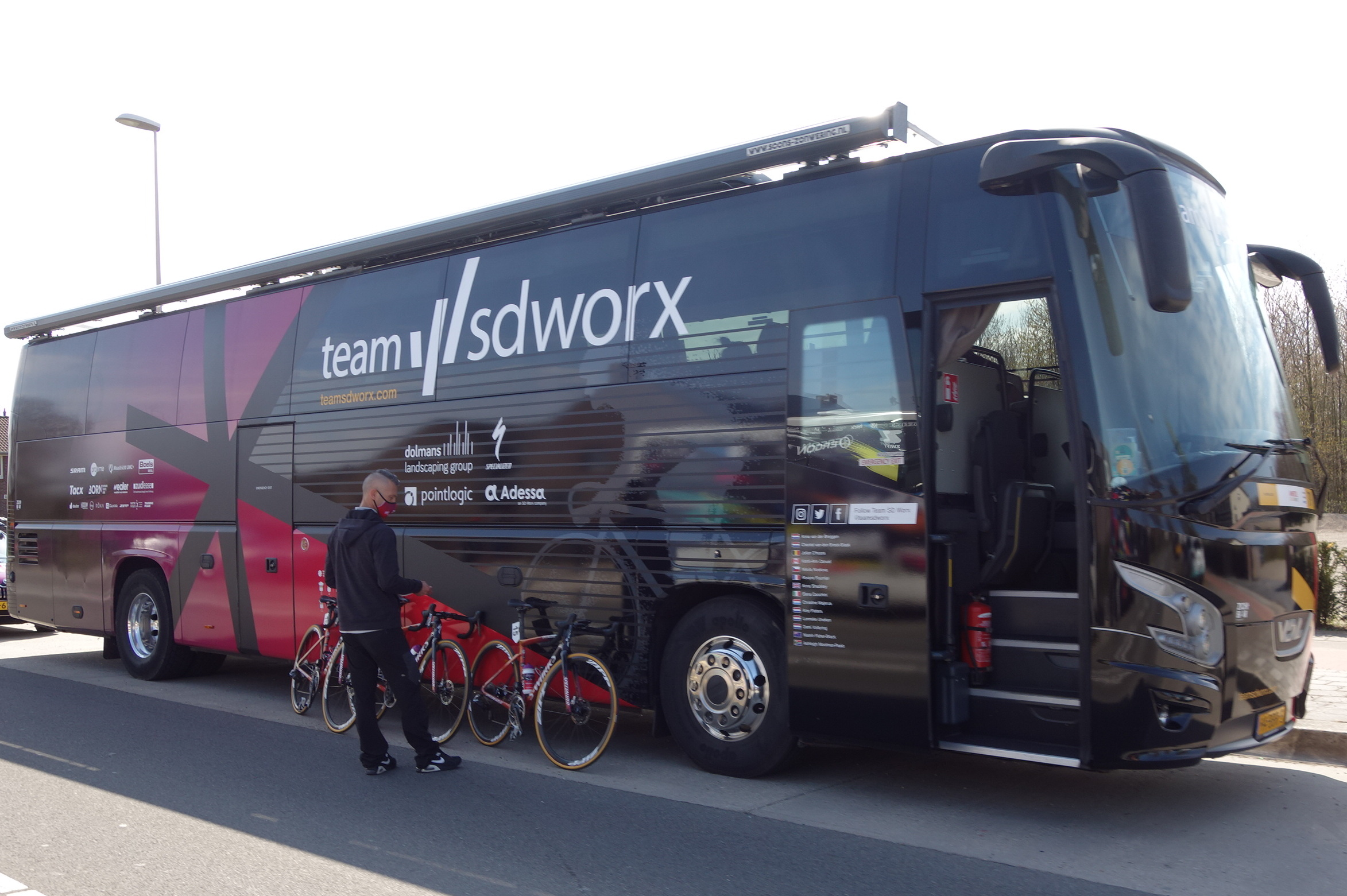
Bus de l'équipe

L'entreprise de logiciel d'aide aux ressources humaines SD Worx est le partenaire principal de l'équipe.
Au niveau matériel, l'équipe utilise des vélos Specialized.

### Arrivées et départs
L'effectif de l'équipe est grandement renouvelé. La puncheuse Demi Vollering est surement la principale recrue. La polyvalente Italienne Elena Cecchini est recrutée. Tout comme, l'espoir néo-zélandaise Niamh Fisher-Black et la néo-professionnelle britannique Anna Shackley. La sprinteuse française Roxane Fournier vient renforcer le train de l'équipe. Les grimpeuses Ashleigh Moolman et Nikola Nosková rejoignent également l'équipe.  
Au niveau des départs, la championne du monde 2016 Amalie Dideriksen quitte l'équipe, tout comme les prometteuses Jip van den Bos et Eva Buurman. La grimpeuse américaine Katie Hall met un terme à sa carrière. L'autre américaine Skylar Schneider n'est pas conservée.
| Arrivées           | Équipe 2020          |
| ------------------ | -------------------- |
| Elena Cecchini     | Canyon-SRAM Racing   |
| Niamh Fisher-Black | Paule Ka             |
| Roxane Fournier    | Chevalmeire          |
| Ashleigh Moolman   | CCC-Liv              |
| Nikola Nosková     | Paule Ka             |
| Anna Shackley      | Néo-professionnelle  |
| Demi Vollering     | Parkhotel Valkenburg |

| Départs           | Équipe 2021    |
| ----------------- | -------------- |
| Eva Buurman       | Tibco-SVB      |
| Amalie Dideriksen | Trek-Segafredo |
| Katie Hall        | Arrêt          |
| Skylar Schneider  |                |
| Jip van den Bos   | Jumbo-Visma    |

### Effectifs
| Effectif 2021               | Effectif 2021     | Effectif 2021    | Effectif 2021                     |
| Cycliste                    | Date de naissance | Pays             | Équipe précédente                 |
| --------------------------- | ----------------- | ---------------- | --------------------------------- |
| Anna van der Breggen        | 18 avril 1990     | Pays-Bas         | Rabo Liv Women (2016)             |
| Karol-Ann Canuel            | 18 avril 1988     | Canada           | Velocio-SRAM (2015)               |
| Elena Cecchini              | 25 mai 1992       | Italie           | Canyon-SRAM Racing (2020)         |
| Jolien D'Hoore              | 14 mars 1990      | Belgique         | Mitchelton-Scott (2018)           |
| Niamh Fisher-Black          | 12 août 2000      | Nouvelle-Zélande | Paule Ka (2020)                   |
| Roxane Fournier             | 7 novembre 1991   | France           | Chevalmeire (2020)                |
| Christine Majerus           | 25 février 1987   | Luxembourg       | Sengers (2013)                    |
| Ashleigh Moolman            | 9 décembre 1985   | Afrique du Sud   | CCC-Liv (2020)                    |
| Nikola Nosková              | 1 juillet 1997    | Tchéquie         | Paule Ka (2020)                   |
| Amy Pieters                 | 1 juin 1991       | Pays-Bas         | Wiggle High5 (2016)               |
| Anna Shackley               | 17 mai 2001       | Royaume-Uni      | Breeze (2020)                     |
| Lonneke Uneken              | 2 mars 2000       | Pays-Bas         | Hitec Products-Birk Sport (2019)  |
| Chantal van den Broek-Blaak | 22 octobre 1989   | Pays-Bas         | Specialized-Lululemon (2014)      |
| Demi Vollering              | 15 novembre 1996  | Pays-Bas         | Parkhotel Valkenburg (2020)       |
| Blanka Vas (1 juin–31 déc.) | 3 septembre 2001  | Hongrie          | Doltcini-Van Eyck-Proximus (2021) |
|                             |                   |                  |                                   |
| Source : ProCyclingStats    |                   |                  |                                   |

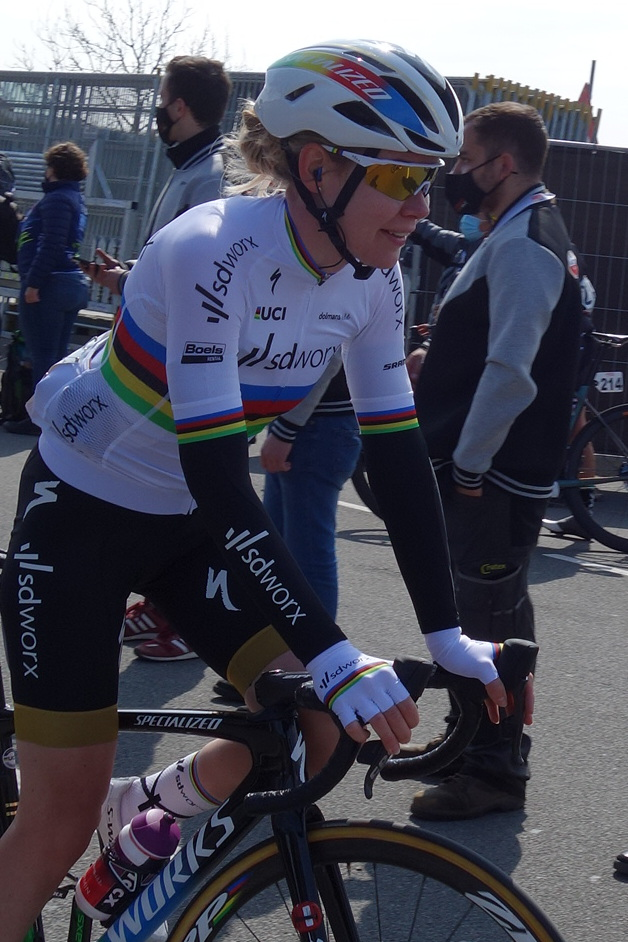
Anna van der Breggen
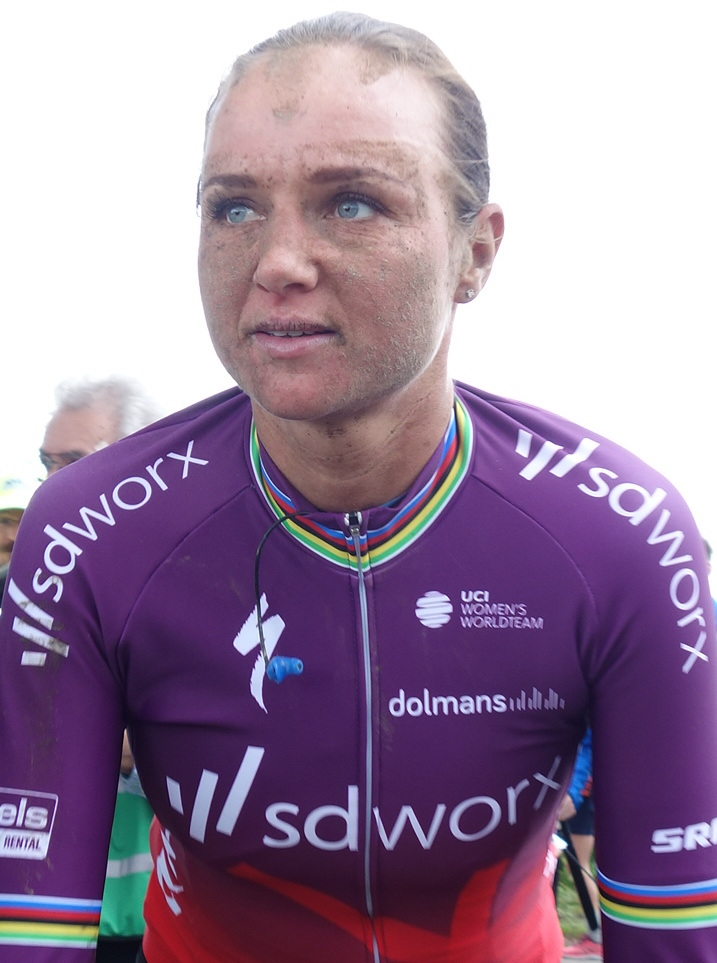
Chantal van den Broek-Blaak
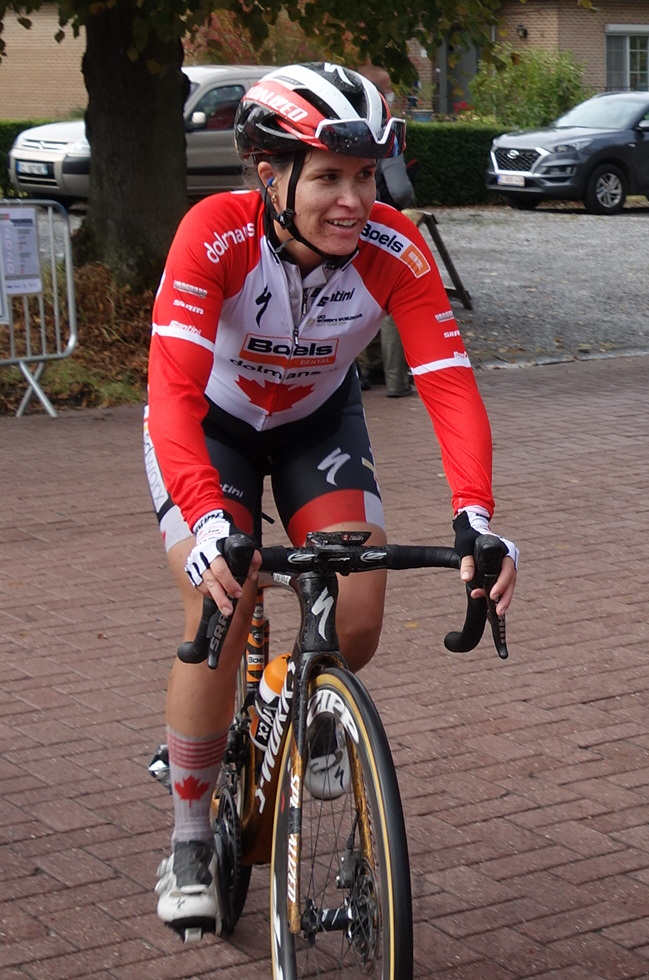
Karol-Ann Canuel en 2020
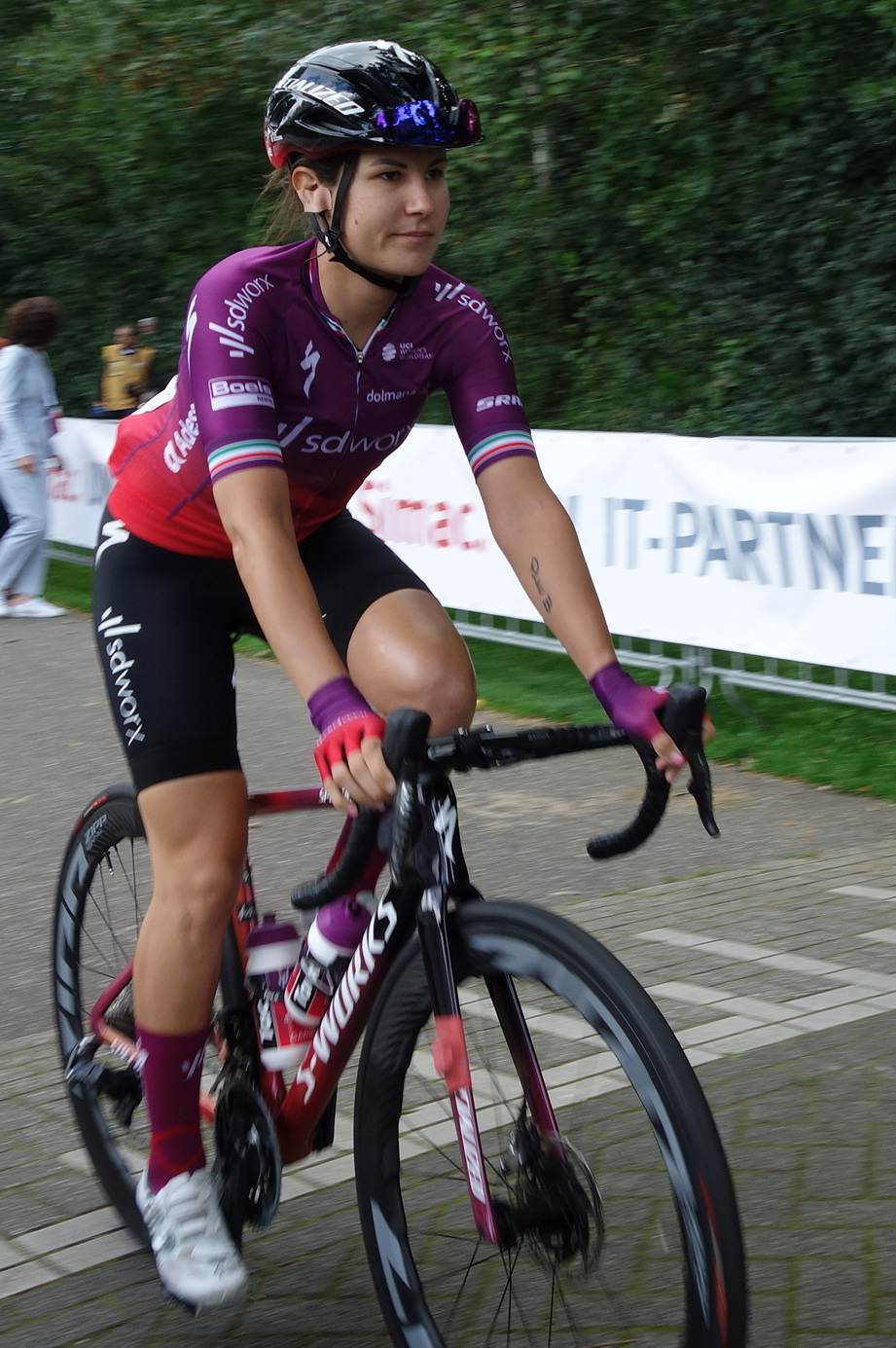
Elena Cecchini
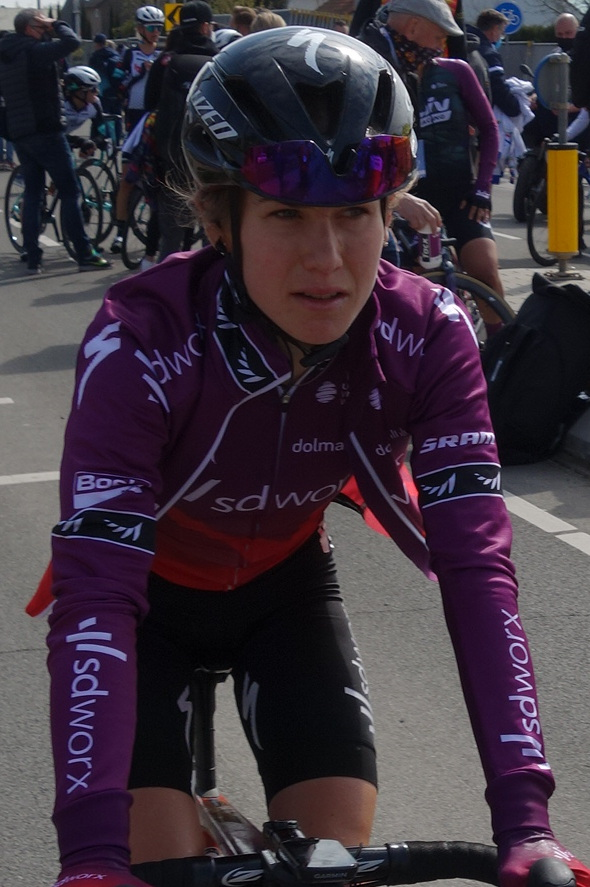
Niamh Fisher-Black
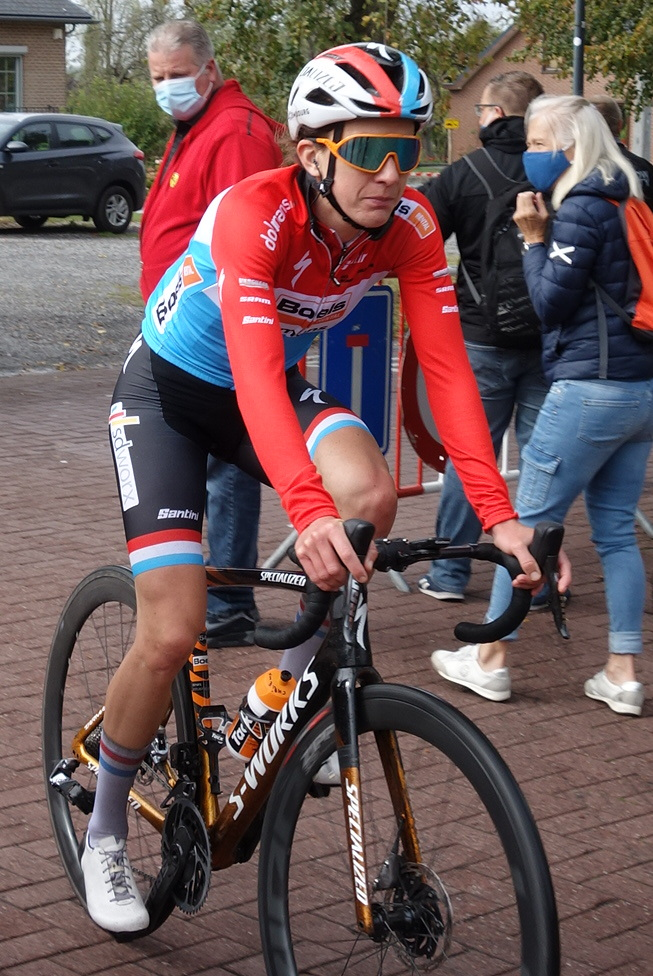
Christine Majerus en 2020
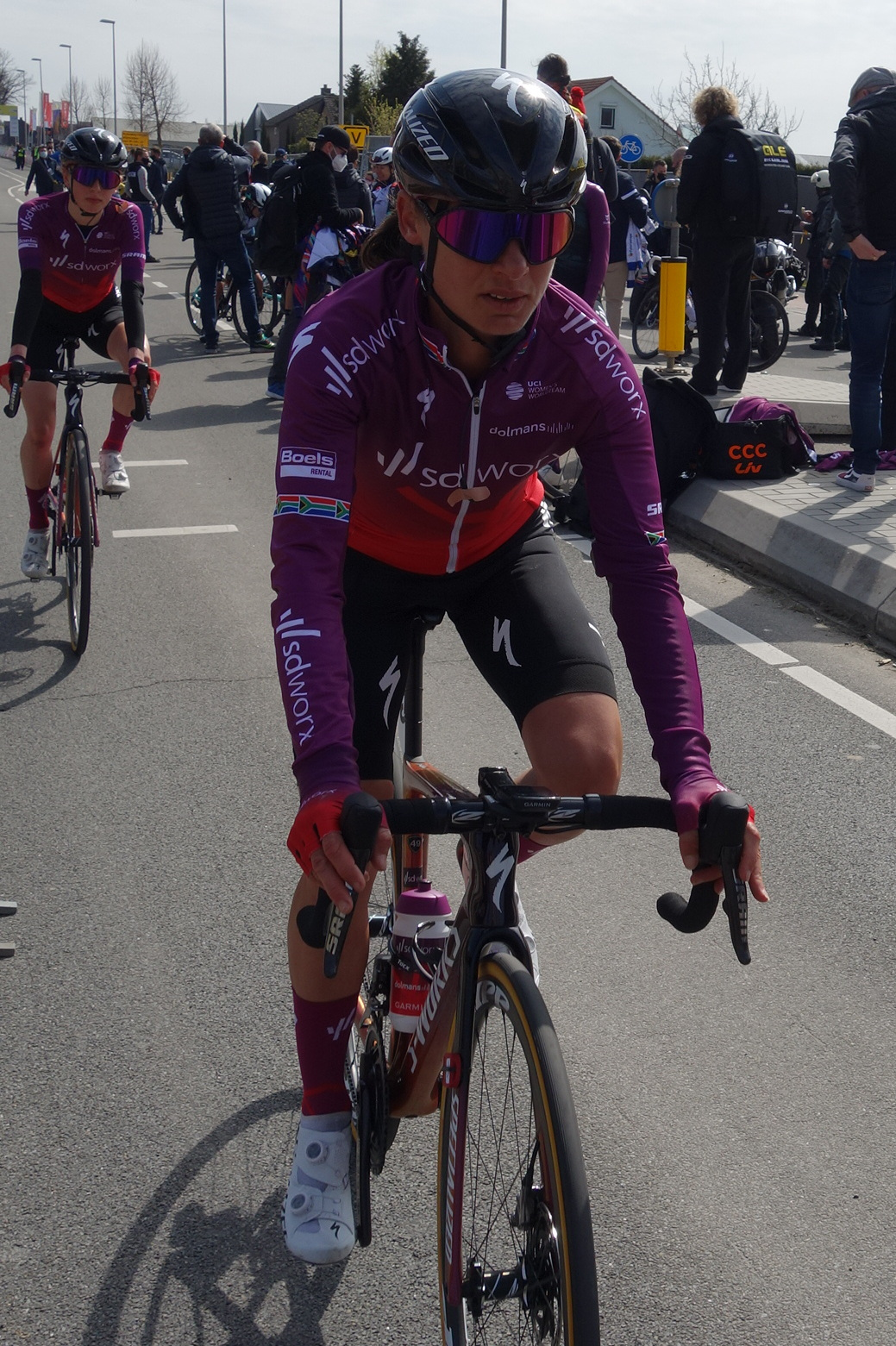
Ashleigh Moolman-Pasio
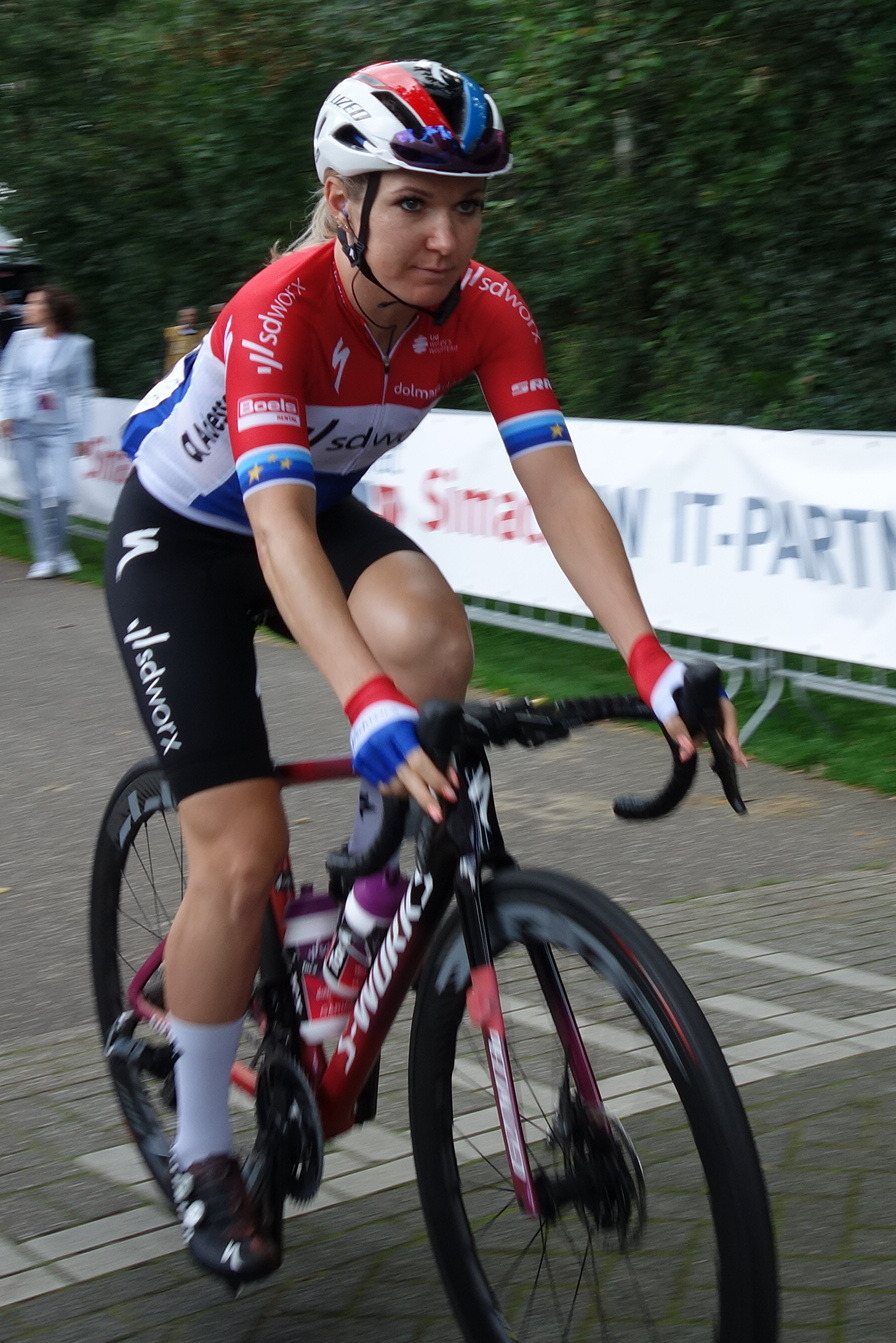
Amy Pieters
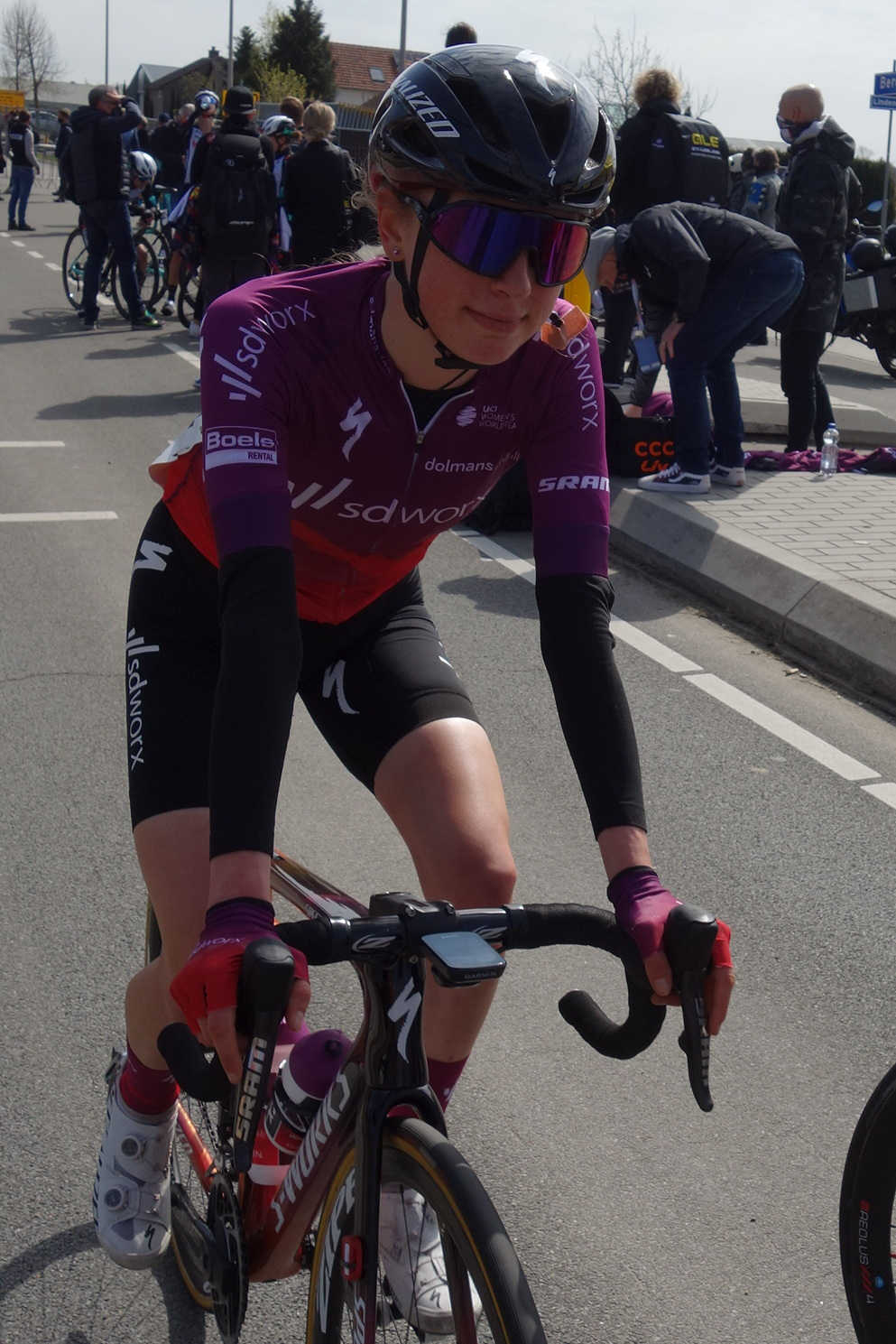
Anna Shackley
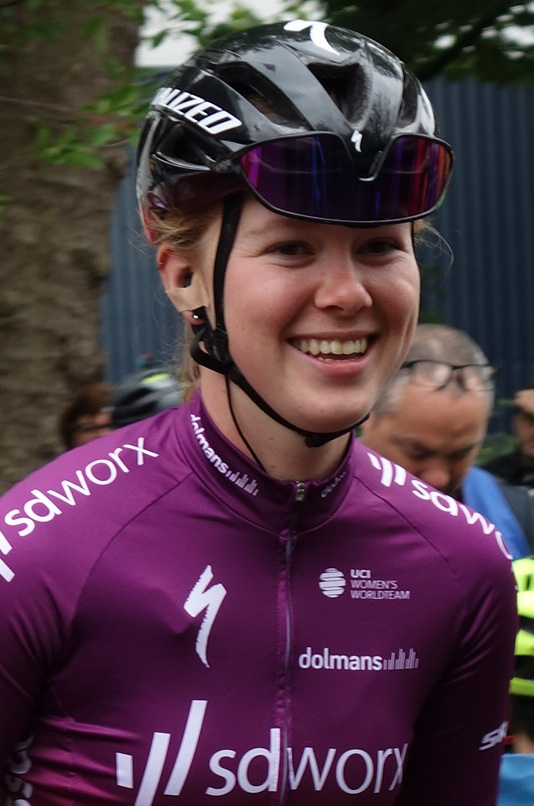
Lonneke Uneken
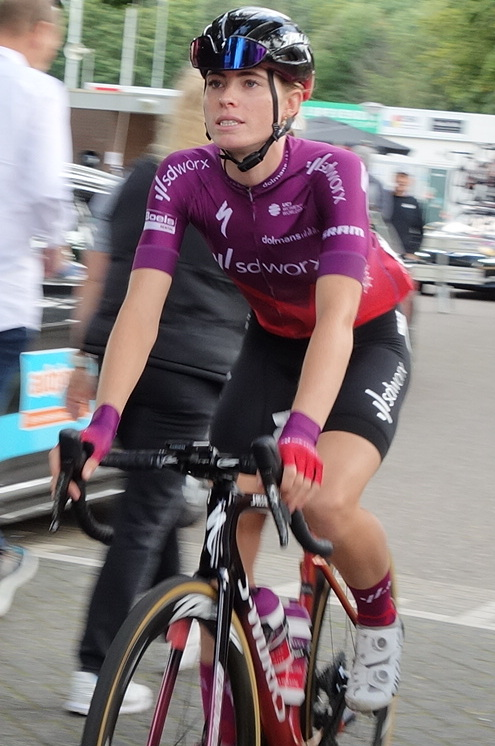
Demi Vollering

### Encadrement
Le directeur sportif de l'équipe est Danny Stam, son adjoint est Bram Sevens. Le représentant de l'équipe auprès de l'UCI est Erwin Janssen.

## Déroulement de la saison

### Février
Au Circuit Het Nieuwsblad, dans le Leberg, Anna van der Breggen mène le peloton et produit une cassure qui élimine certaines favorites. Dans le Berendries, Demi Vollering mène l'allure. Au sommet, Anna van der Breggen sort avec Elisa Longo Borghini dans la roue. Le duo est rapidement repris. À trente kilomètres de l'arrivée, Demi Vollering attaque dans Vosssenhol. Le peloton est réduit à moins de trente coureuses. Dans le mur de Grammont, Elisa Longo Borghini attaque avant la section pavé. Elle est suivie par Kopecky et Van der Breggen. Juste après l'ascension, Demi Vollering est reprise par un groupe de favorites. Bien que le groupe soit détaché, la mauvaise entente provoque un regroupement. Plus loin, Elisa Longo Borghini sort de nouveau, emmenant avec elle Vollering et Soraya Paladin. Elles sont reprises au pied du Bosberg. Dès le pied, Anna van der Breggen place une violente attaque que seule Longo Borghini et Kopecky semblent un temps en mesure de contenir avant de devoir renoncer. La Néerlandaise franchit la distance restante vent de face pour aller s'imposer. Derrière, la formation SD Worx contient les tentatives d'attaque. Au sprint, Emma Norsgaard Jørgensen devance Amy Pieters.

### Mars
Aux Strade Bianche, dans le cinquième secteur à soixante-trois kilomètres de l'arrivée. Lotte Kopecky et Niamh Fisher-Black contrent. Le peloton les reprend à trente-six kilomètres de l'arrivée. Il est très étiré par les secteurs graviers. À l'avant un groupe de huit coureuses se forme avec Chantal Van den Broek-Blaak. Le groupe se morcelle dans le sixième secteur. Blaak est toujours à l'avant. Peu après, le reste des favorites reviennent sur l'avant. Dans ce groupe se trouve quatre membres de l'équipe SD Worx : Chantal Van den Broek-Blaak, Anna van der Breggen, Demi Vollering et Ashleigh Moolman-Pasio. À quinze kilomètres de l'arrivée, Chantal Van den Broek-Blaak attaque. Annemiek van Vleuten semble vouloir aller la chercher, mais laisse finalement partir. Van den Broek-Blaak est rejointe par Elisa Longo Borghini. Elles sont immédiatement reprise. Garcia et Kopecky contrent, mais connaissent le même sort. Dans le final, Ashleigh Moolman-Pasio tente de sortir sans succès. À six kilomètres de l'arrivée, Chantal Van den Broek-Blaak attaque une nouvelle fois. Elisa Longo Borghini la rejoint. Elles gagnent rapidement de précieuses secondes sur le groupe de poursuite. À deux kilomètres de l'arrivée, Chantal Van den Broek-Blaak arrête de passer des relais alors que ses coéquipières Moolman puis Vollering tentent de sortir du groupe de poursuite. Marta Cavalli attaque ensuite afin d'anticiper la montée finale. Dans celle-ci, Elisa Longo Borghini mène le duo mais semble fatiguée. Au cinq cents mètres, Chantal Van den Broek-Blaak place une violente attaque pour aller s'imposer. Elisa Longo Borghini est deuxième. Derrière, les favorites se départagent dans la montée finale. Anna van der Breggen prend la troisième place.
À l'Healthy Ageing Tour, Jolien D'Hoore remporte la première étape au sprint. Sur le contre-la-montre, Amy Pieters prend la deuxième place. Dans l'ultime étape, au kilomètre quarante-cinq un groupe d'échappée de cinq se forme avec Jolien D'Hoore et Lonneke Uneken . Leur avance atteint une minute quarante. À dix-huit kilomètres de l'arrivée, Lonneke Uneken attaque en solitaire et s'impose. Elle est quatrième du classement général final. Au Grand Prix Oetingen, Jolien D'Hoore est deuxième du sprint derrière Elisa Balsamo. À Nokere, à cinquante kilomètres de l'arrivée, Grace Brown attaque. Elle est suivie par Amy Pieters et Lisa Klein. Le peloton est mené par la Trek-Segafredo et l'écart se maintient aux alentours de trente secondes. L'échappée parvient néanmoins à résister et à se disputer la victoire. Au sprint, Amy Pieters s'impose.
Au  Trofeo Alfredo Binda, à deux tours de l'arrivée dans la côte d'Orino, Katarzyna Niewiadoma attaque. Ashleigh Moolman-Pasio, Elisa Longo Borghini et Cecilie Uttrup Ludwig la suivent. Longo Borghini accélère de nouveau, les autres ne peuvent suivre. La Sud-Africaine est finalement quatorzième. Au Circuit du Westhoek, une échappée de huit coureuses dont Amy Pieters et Christine Majerus anime le final. Sur le secteur pavé de l'avant-dernier tour, Amy Pieters et Christine Majerus parviennent à distancer leurs compagnons d'échappée. Elles couvrent les quinze derniers kilomètres à deux. Amy Pieters ayant gagné à Nokere la semaine passée, elle laisse la victoire à la Luxembourgeoise. Aux Trois Jours de La Panne, dans le dernier tour, en passant aux Moëres, l'accélération du peloton et le vent provoque des bordures. Il reste alors trente-deux kilomètres. Un groupe de douze favorites dont Jolien D'Hoore et Amy Pieters se forme à l'avant. À dix kilomètres de la ligne, Grace Brown attaque seule. Malgré la présence d'équipières dans le groupe de poursuite, l'Australienne se maintient en tête jusqu'au bout. Derrière, Emma Norsgaard Jørgensen prend la deuxième place devant Jolien D'Hoore.
Sur Gand-Wevelgem, l'ascension du Kemmel donne lieu à une accélération d'Elisa Longo Borghini et Katarzyna Niewiadoma . Elles sont talonnées par Marianne Vos, Lotte Kopecky, Ellen van Dijk, Amy Pieters et Marta Cavalli. Jolien D'Hoore est par contre en difficulté dans le Kemmel. Immédiatement après le sommet, Marianne Vos provoque la jonction avec le duo d'échappée. Au sprint, Amy Pieters prend la onzième place. 

### Avril

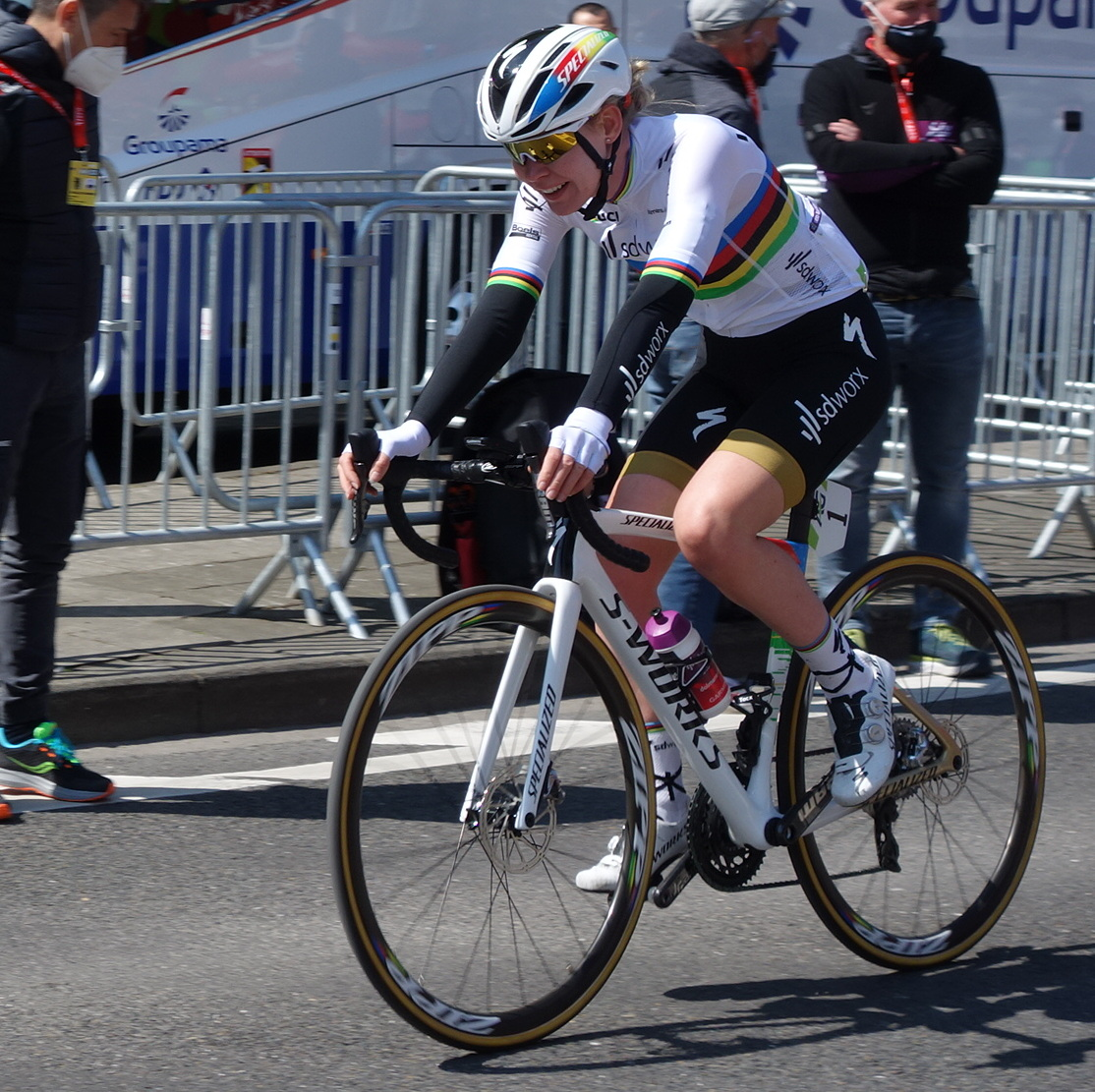
Anna van der Breggen à Liège-Bastogne-Liège

Au Tour des Flandres, en haut du Kruisberg, Amy Pieters et Cecilie Uttrup Ludwig tentent de sortir, mais elles sont immédiatement reprises. Dans le Quaremont, Anna van der Breggen mène le train. Seule huit coureuses parviennent à suivre. De retour sur la route, Grace Brown produit une puissante attaque. Annemiek van Vleuten prend l'initiative pour combler la distance. Dans la Paterberg, Van Vleuten donne tout pour sortir. Elle passe au sommet avec huit secondes d'avance. Derrière, Anna van der Breggen fait le gros du travail de poursuite, mais van Vleuten n'est pas reprise. Demi Vollering est cinquième,.
À la Flèche brabançonne, Demi Vollering, Ashleigh Moolman et Niamh Fisher-Black font partie de divers groupes d'échappée. La bonne part à vingt-trois kilomètres de l'arrivée avec Vollering. Celle-ci imprime un rythme élevé dans la dernière côte et contrôle le groupe. Elisa Balsamo lance le sprint mais faiblit. Elle est dépassée par Vollering et Winder. Bien que la première pense avoir gagné, le lancée de vélo de Ruth Winder s'avère après visualisation de la photo finish victorieux. À l'Amstel Gold Race, Anna van der Breggen reprend un premier groupe d'échappées. À trente-six kilomètres de l'arrivée, après une accélération dans le Cauberg, la championne du monde est distancée. Dans l'ascension finale du Cauberg, Demi Vollering est placée mais ne peut suivre Katarzyna Niewiadoma et Elisa Longo Borghini. Les deux coureuses se regardent, ce qui permet au groupe de poursuivantes de revenir. Longo Borghini lance le sprint, mais Marianne Vos se montre nettement la plus rapide. Demi Vollering qui termine son sprint en boulet de canon, prend la deuxième place. À la Flèche wallonne, dans le mur de Huy, l'ascension est menée au train par la championne du monde néerlandaise Anna van der Breggen. Ses rivales perdent progressivement du terrain sauf la Polonaise Katarzyna Niewiadoma qui vient se porter à la hauteur de la Néerlandaise pendant une bonne partie de la montée finale. Mais aux cent mètres, Anna van der Breggen parvient à distancer Niewiadoma et s'envole vers une septième victoire consécutive sur la Flèche.

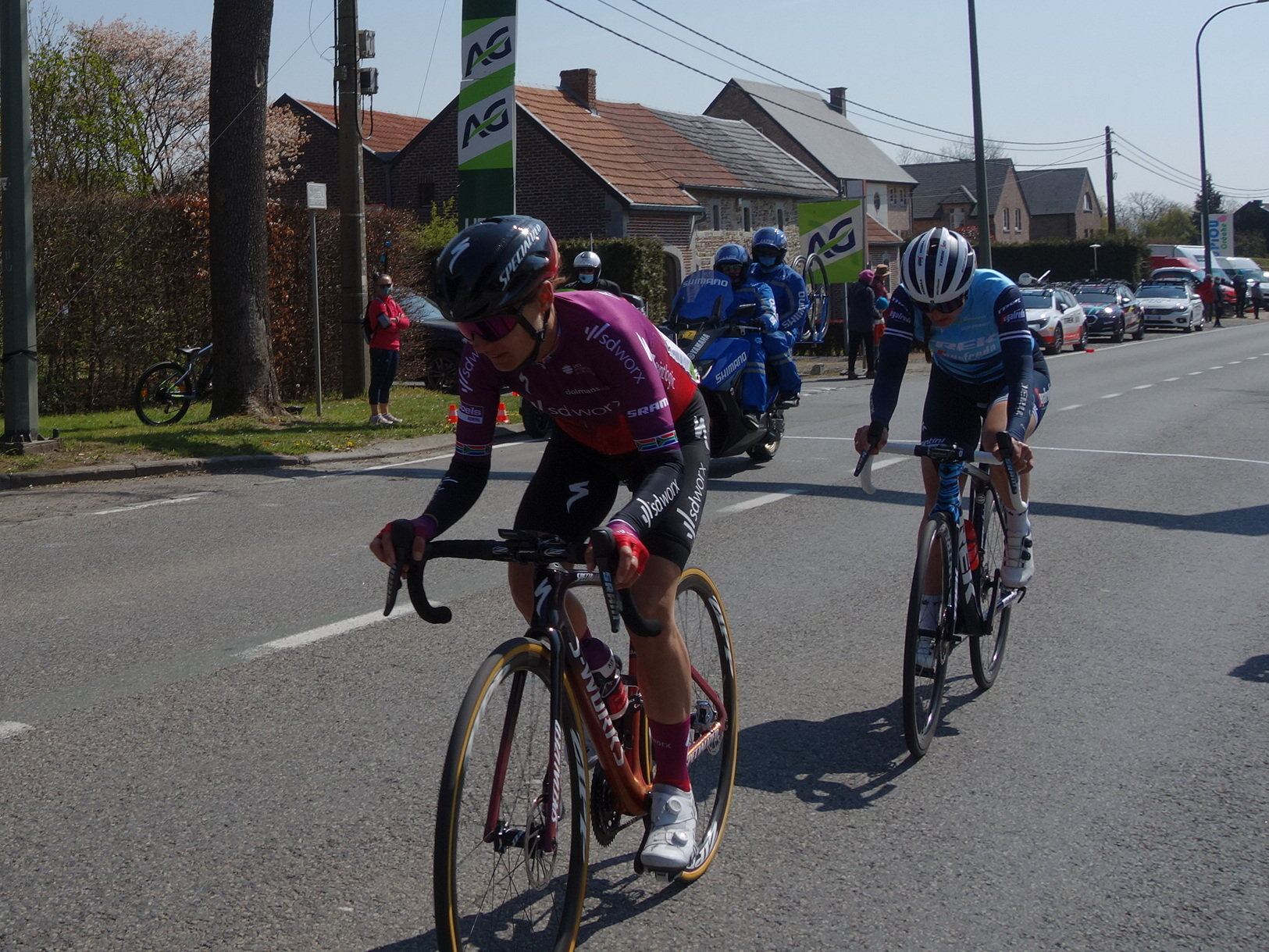
Ashleigh Moolman à Liège-Bastogne-Liège

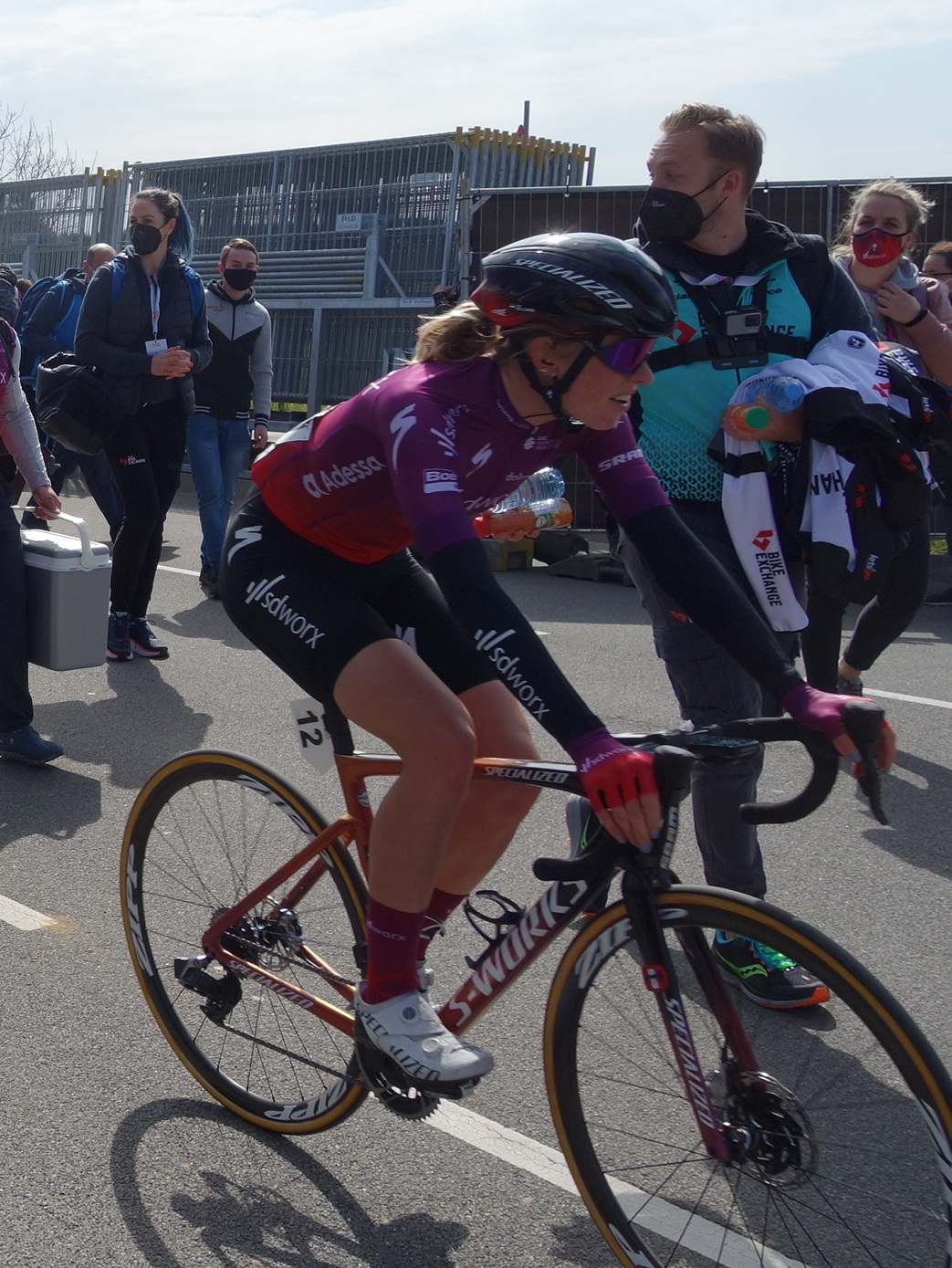
Demi Vollering venant de passer la ligne à l'Amstel Gold Race

À Liège-Bastogne-Liège, Niamh Fisher-Black attaque après la côte de Wanne. Elle emmène avec elle six autres coureuses. Le groupe est repris à cinquante kilomètres de l'arrivée dans la côte de Desnié. Fisher-Black repart ensuite en solitaire, mais le peloton la rejoint peu avant la Redoute. Dans celle-ci, Ashleigh Moolman-Pasio accélère. Elle est rejointe par Cecilie Uttrup Ludwig et Lucinda Brand. L'avance du trio oscille autour de la vingtaine de secondes. Elles sont reprises avant la côte de la Roche aux Faucons. SD Worx mène le train, avec tout d'abord Chantal Blaak puis Anna van der Breggen. Ce rythme élimine la plupart des concurrentes, mais Marianne Vos tient bon. Ce n'est que dans le faux-plat non référencé qui suit, qu'une accélération d'Annemiek van Vleuten provoque la formation d'un groupe de cinq coureuses dont Anna van der Breggen et Demi Vollering. Pour préserver l'avance, Anna van der Breggen mène le groupe sans demander de relais jusqu'au bout. Elle lance le sprint et est dépassée par Annemiek van Vleuten. Demi Vollering la remonte néanmoins et s'impose assez nettement.

### Mai
À l'Emakumeen Nafarroako Klasikoa, Ashleigh Moolman attaque dans les pentes de San Cristobol à cinquante-cinq kilomètres de l'arrivée. Son avance atteint quarante secondes. Elle est ensuite reprise. Dans le final Annemiek van Vleuten passe à l'offensive avec une première accélération. Quelques kilomètres plus loin, elle sort une seconde fois avec Demi Vollering dans la roue. À douze kilomètres de l'arrivée, la première essaie de se débarrasser de la seconde, mais sans succès. Un groupe avec Harvey, Elisa Longo Borghini, Marta Cavalli et Ashleigh Moolman les reprend. Moolman sort immédiatement, mais ne parvient pas à faire la différence. Elle est contrée par Harvey sur le plat. Dans l'avant dernière difficulté, un groupe la reprend et Moolman repart mais est reprise. Annemiek van Vleutensort finalement. C'est l'attaque décisive. Dans le final, Demi Vollering part en poursuite, mais ne parvient pas à combler complètement l'écart. À la Classique féminine de Navarre, Ashleigh Moolman est de nouveau active. Dans les vingt derniers kilomètres, Grace Brown attaque,  Cecilie Uttrup Ludwig et Niamh Fisher-Black la rejoignent, mais elles sont reprises à douze kilomètres de l'arrivée. Fisher-Black et Moolman font partie du bon groupe en haut de la dernière côte. Moolman attaque, mais on ne la laisse pas partir. Un regroupement général a néanmoins lieu. Demi Vollering est cinquième.
Au Gran Premio Ciudad de Eibar, Karol-Ann Canuel fait partie de l'échappée matinale. Le regroupement général a lieu à huit kilomètres de la ligne. Les trois favorites du jour, Elisa Longo Borghini, Annemiek van Vleuten et Anna van der Breggen s'échappent à six kilomètres du sommet. A trois kilomètres de l'arrivée, la championne du monde parvient à distancer ses adversaires. Elle s'impose finalement en solitaire. À la Durango-Durango Emakumeen Saria, Cecilie Uttrup Ludwig est rejointe puis distancée par Annemiek van Vleuten et Anna van der Breggen, à dix kilomètres de l'arrivée. Ces dernières se disputent le sprint final, malgré le retour de Cecilie Uttrup Ludwig dans les derniers hectomètres. La coureuse de la SD Worx l'emporte devant sa compatriote.
Au Tour de Burgos, dans la dernière difficulté de la première étape, Grace Brown sort avec Elise Chabbey et Niamh Fisher-Black. Cette dernière est troisième du sprint. Sur la troisième étape, Niamh Fisher-Black suit une attaque de Mavi Garcia, mais elles sont rapidement reprises. À dix kilomètres de l'arrivée, Tayler Wiles et Karol-Ann Canuel sortent, sans succès. Tout se joue dans la côte finale, Niamh Fisher-Black est cinquième après avoir été en contention pour la victoire, elle s'empare de la tête du classement général. Dans l'ultime étape, Anna Shackley fait partie du groupe de trente échappées. Dans l'ascension finale, elle fait partie des quatre meilleures, mais montre des signes de faiblesses. Derrière, Demi Vollering prend en charge la poursuite. Au deux kilomètres, l'avance n'est plus que de vingt-sept secondes. Dans le dernier kilomètre, van der Breggen et Annemiek van Vleuten reviennent sur la tête et distancent les autres. Annemiek van Vleuten tente de surprendre van der Breggen, mais cette dernière s'impose. Elle remporte par la même occasion le classement général.
Au Tour de Thuringe, Amy Pieters fait partie du groupe de tête sur la première étape. Dans le final, Christine Majerus revient sur l'avant. Au sprint, Amy Pieters est cinquième. Elle est troisième du sprint le lendemain puis quatrième de la troisième étape. Dans l'Hanka-Berg, elle prend la septième et Christine Majerus la huitième place. Dans la difficile cinquième étape, la dernière d'Hottelstedt provoque l'éparpillement du peloton. Au sommet, cinq coureuses sont en tête dont Amy Pieters. Elle se classe finalement dixième,. Jolien D'Hoore est quatrième de l'ultime étape. Au classement général, Amy Pieters est sixième.

### Juin
Chantal Blaak remporte légèrement détachée le Dwars door het Hageland après 45 km d'échappée. Christine Majerus est deuxième,.
Sur les championnats nationaux, Anna van der Breggen obtient pour la première fois depuis 2015 le titre de championne du contre-la-montre des Pays-Bas. En Hongrie, Kata Blanka Vas réalise le doublé. Christine Majerus en fait de même au Luxembourg. Aux Pays-Bas, Chantal Blaak attaque à quatre-vingt kilomètres de l'arrivée. Elle mène un groupe de onze puis dix-neuf coureuses. Cinq athlètes s'en extraient : Amy Pieters, Karlijn Swinkels, Nancy van de Burg, Shirin van Anrooij et Sabrina Stultiens. Elles ont deux minutes d'avance à quinze kilomètres de l'arrivée. Amy Pieters sort de ce groupe et va s'imposer seule avec plus de deux minutes d'avance.
Au Tour de Belgique, Jolien D'Hoore court avec sa sélection nationale. Elle est troisième du prologue. Puis deuxième du sprint de la première étape derrière Lorena Wiebes, mais prend la tête du classement général. Elle la perd le lendemain au profit de Wiebes. Dans l'ultime étape, elle prend part à l'échappée, facilitant la victoire finale de Lotte Kopecky. 
À La course by Le Tour de France, à deux tours de l'arrivée, Ruth Winder passe à l'offensive. Un groupe de dix athlètes dont Niamh Fisher-Black se forme. Dans l'ascension suivante, Cecilie Uttrup Ludwig attaque. Elle est accompagnée entre autres d'Anna van der Breggen. Tout se regroupe et la victoire se joue dans l'ascension finale. Dans la dernière montée, Tiffany Cromwell accélère. Katarzyna Niewiadoma enchaîne. Elle est suivie par Uttrup Ludwig, Brown et Van der Breggen. Paladin, Vos, Vollering et Lippert reviennent à deux kilomètres de l'arrivée. Cecilie Uttrup Ludwig attaque, mais Anna van der Breggen la reprend. La victoire se joue donc au sprint. Marianne Vos lance le sprint, mais Demi Vollering la remonte et s'impose.

### Juillet

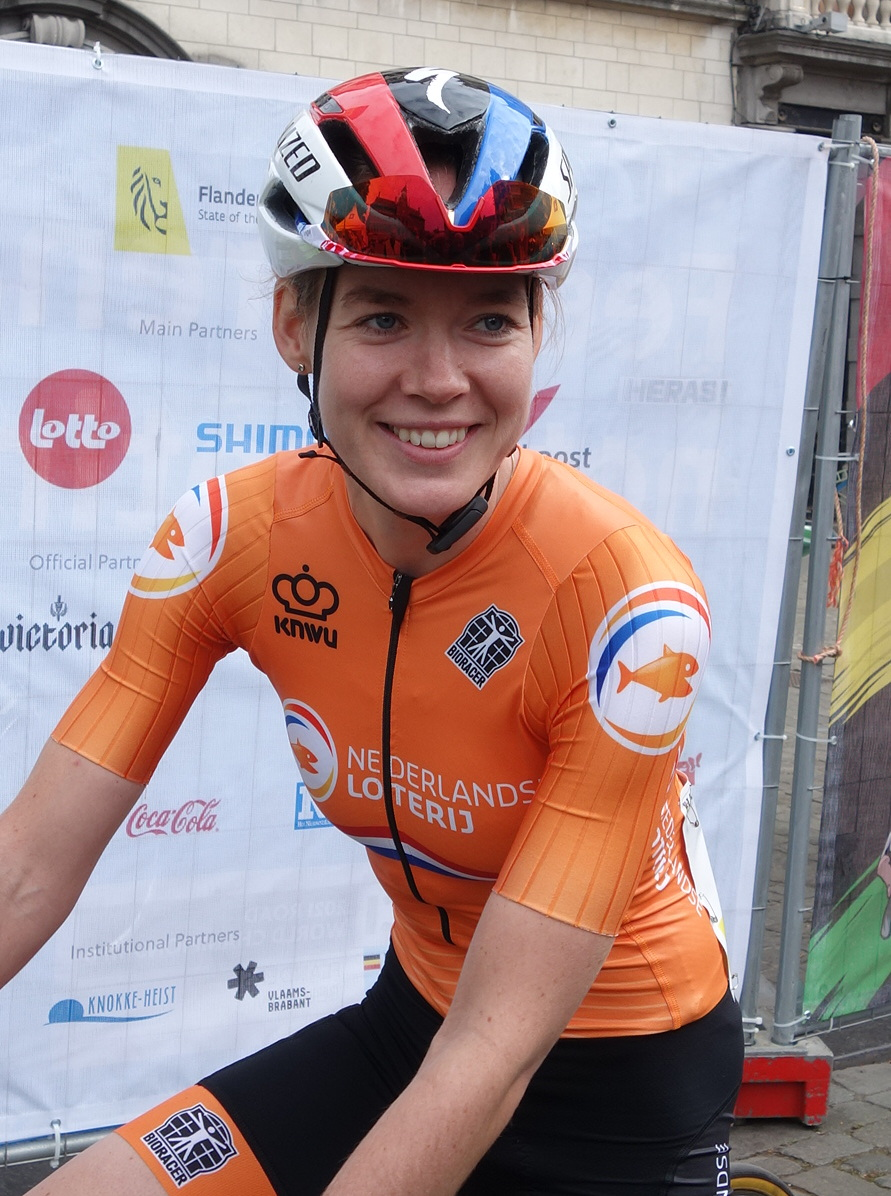
Anna van der Breggen, ici au départ du championnat du monde

Au Tour d'Italie, SD Worx se classe deuxième du contre-la-montre par équipes inaugural huit secondes derrière Trek-Segafredo. Sur la deuxième étape, à dix kilomètres de la ligne, Niamh Fisher-Black attaque avec Erica Magnaldi. Ashleigh Moolman ramène néanmoins le peloton sur elles deux kilomètres plus loin. Elles sont alors une quinzaine de coureuses en tête. Anna van der Breggen part alors seule. Anna van der Breggen s'impose avec plus d'une minute vingt d'avance sur sa coéquipière Ashleigh Moolman, et près de deux minutes sur son autre coéquipière Demi Vollering. Elle prend le maillot rose. Dans le contre-la-individuel, Anna van der Breggen s'impose devant Demi Vollering. Ashleigh Moolman est quatrième. Sur la septième étape, Anna van der Breggen et Demi Vollering sont respectivement troisième et quatrième dans l'arrivée en côte. Lors de la montagneuse neuvième étape, dans le col de Stregna, Elisa Longo Borghini et Ashleigh Moolman passent à l'offensive à deux kilomètres du sommet. À huit kilomètres de l'arrivée, Ashleigh Moolman part seule et va s'imposer seule. C'est sa première victoire sur le Tour d'Italie. Demi Vollering est deuxième de l'étape devant Anna van der Breggen, SD Worx réalise donc un triplé. Dans l'ultime étape, Lucinda Brand attaque afin de défendre son maillot de meilleure grimpeuse. Elle est accompagnée de : Anna van der Breggen, Lizzie Deignan, Elise Chabbey et Coryn Rivera. Ce groupe se dispute la victoire, Anna van der Breggen est quatrième. Elle remporte ce Tour d'Italie. Elle gagne aussi le classement par points. Niamh Fisher-Black est la meilleure jeune. Ashleigh Moolman est deuxième du classement général et Demi Vollering troisième.
Au Baloise Ladies Tour, Karol-Ann Canuel prend la cinquième place du contre-la-montre. Lonneke Uneken gagne le sprint massif de la dernière étape. Karol-Ann Canuel finit cinquième du classement général.
Aux Jeux olympiques, sur la course en ligne, Demi Vollering et Anna van der Breggen attaquent à tour de rôle dans la Doushi Road. Plus loin, Annemiek van Vleuten place une nette accélération. Elle prend rapidement une minute d'avance, mais est distance de cinq minutes du trio de tête. À vingt-cinq kilomètres de l'arrivée, elle est reprise plus loin par le peloton. Anna van der Breggen et Demi Vollering mène le rythme pour Vos et Van Vleuten. À deux kilomètres de l'arrivée, cette dernière attaque violemment. Elle est deuxième de la course. Ashleigh Moolman est treizième, Anna van der Breggen quinzième, Karol-Ann Canuel seizième, Christine Majerus vingtième et Demi Vollering vingt-cinquième. Sur le contre-la-montre, Anna van der Breggen est troisième. Elle dit avoir eu de mauvaises sensations. Ashleigh Moolman est huitième, Karol-Ann Canuel quatorzième et Christine Majerus vingt-et-unième,. Sur piste, Amy Pieters termine au pied du podium avec Kirsten Wild en course à l'américaine. En cross-country, Blanka Vas est également quatrième.

### Août

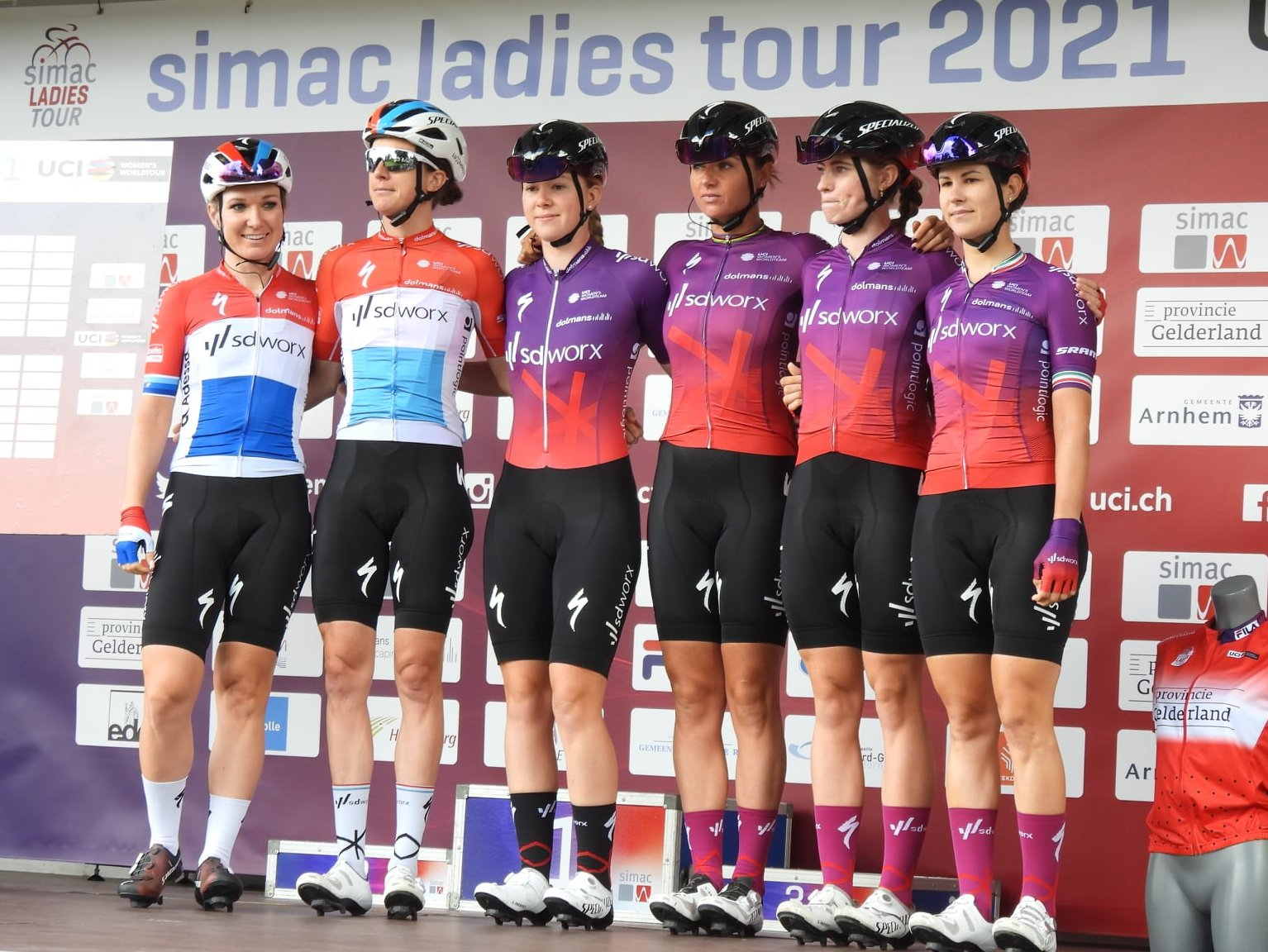
Au Simac Ladies Tour

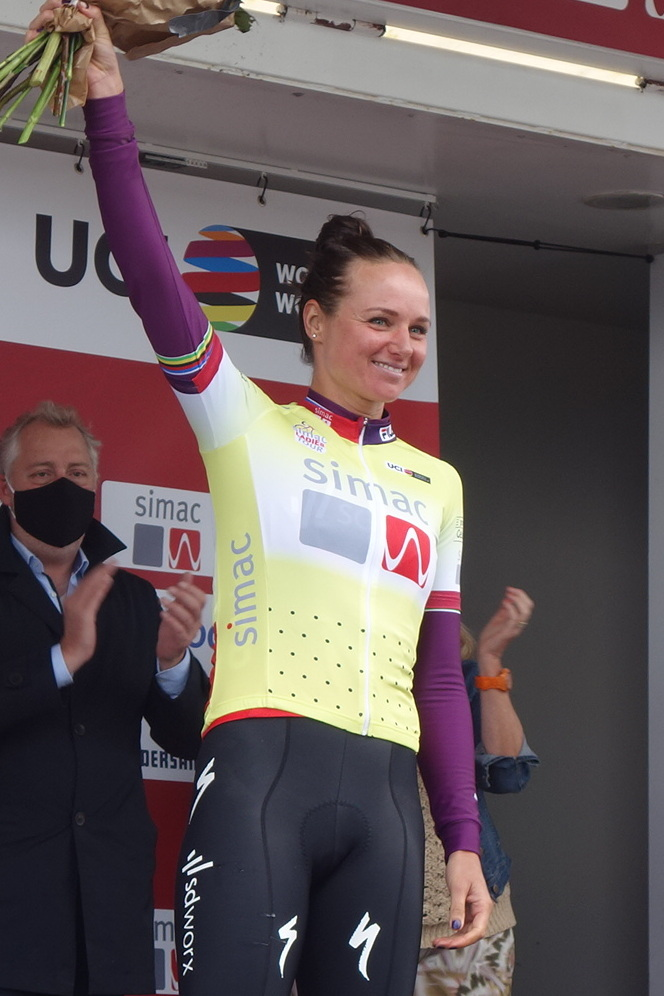
Chantal van den Broek-Blaak remporte le Simac Ladies Tour

Sur l'étape reine du Tour de Norvège, dans l'ascension vers le Norefjell, Niamh Fisher-Black accélère à sept kilomètres de l'arrivée. Elle est reprise par Liane Lippert. Ashleigh Moolman place un contre. Elle est accompagnée par Annemiek van Vleuten et d'autres favorites. Le peloton se reforme néanmoins. Ashleigh Moolman attaque une seconde fois, mais est contrée par Van Vleuten dans la section la plus raide. Moolman et Uttrup Ludwig parviennent à suivre dans un premier temps, puis sont distancée après cinq cent mètres. Ashleigh Moolman est deuxième de l'étape. Christine Majerus est quatrième du sprint de la dernière étape. Il n'y a pas de changement au classement général : Ashleigh Moolman est deuxième de l'épreuve, Niamh Fisher-Black est la meilleure jeune.
Au Simac Ladies Tour, Lonneke Uneken est quatrième du prologue et Christine Majerus sixième. Chantal van den Broek-Blaak est troisième du contre-la-montre, quarante-et-une secondes derrière Marlen Reusser. Elle est à la même place au classement général. Sur la troisième étape, à sept kilomètres du but, une chute importante a lieu proche de la tête du peloton. Un petit groupe se dispute la victoire et Lonneke Uneken se montre la plus rapide. Chantal van den Broek-Blaak reprend du temps à Reusser. Elle est ensuite troisième de l'arrivée en faux-plat montant de la quatrième étape et prend la tête du classement général. Amy Pieters est troisième du sprint de la dernière étape. Chantal Blaak remporte l'épreuve.
Au Grand Prix de Plouay, à quatre-vingt kilomètres de l'arrivée, Anna van der Breggen sort du peloton avec quatre autres coureuses, mais le peloton est vigilant. À treize kilomètres de l'arrivée, Niamh Fisher-Black tente de partir avec Rachel Neylan, mais sans succès. Finalement, Ashleigh Moolman est neuvième.

### Septembre
Au Ceratizit Challenge by La Vuelta, sur la troisième étape, Kata Blanka Vas fait partie de l'échappée qui part à soixante kilomètres de l'arrivée. Le groupe n'est plus repris et Blanka Vas est sixième du jour. Le lendemain, elle est quatrième du sprint en côte. Elle est neuvième du classement général final.
Au championnat d'Europe sur route, Demi Vollering est au service de l'équipe. Elle fait partie du groupe des favorites à vingt kilomètres de l'arrivée. Elle prend la cinquième place.
Karol-Ann Canuel participe aux championnats du monde du contre-la-montre et prend la treizième place. Sur la course en ligne, Demi Vollering est victime d'ennuis mécaniques durant la course. Anna van der Breggen se met au service de l'équipe. Aux environs du kilomètre quarante, Chantal Blaak attaque, mais est immédiatement reprise. Elle renouvelle une attaque dix kilomètres plus loin. La course se conclut au sprint. Kata Blanka Vas est quatrième et Demi Vollering septième.

### Octobre

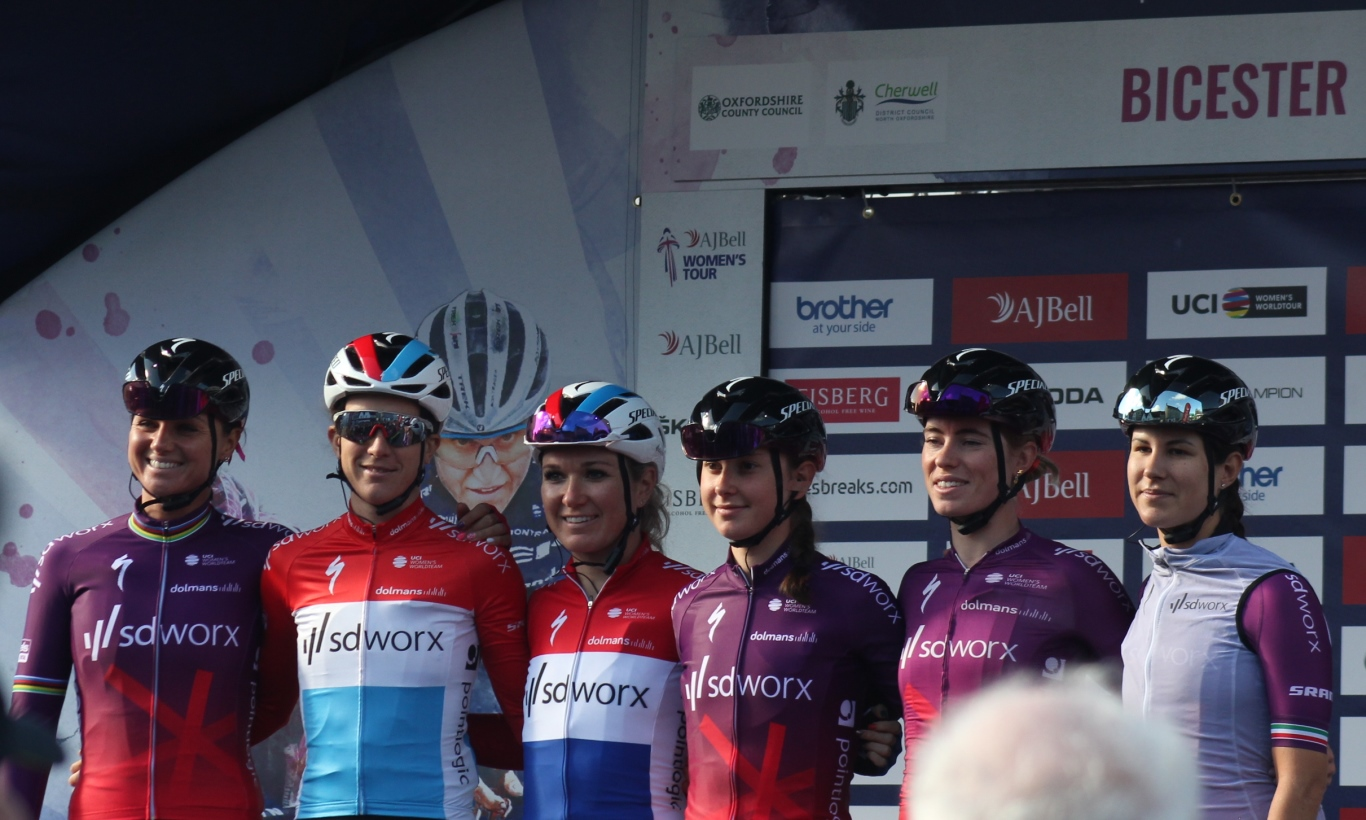
Au Women's Tour

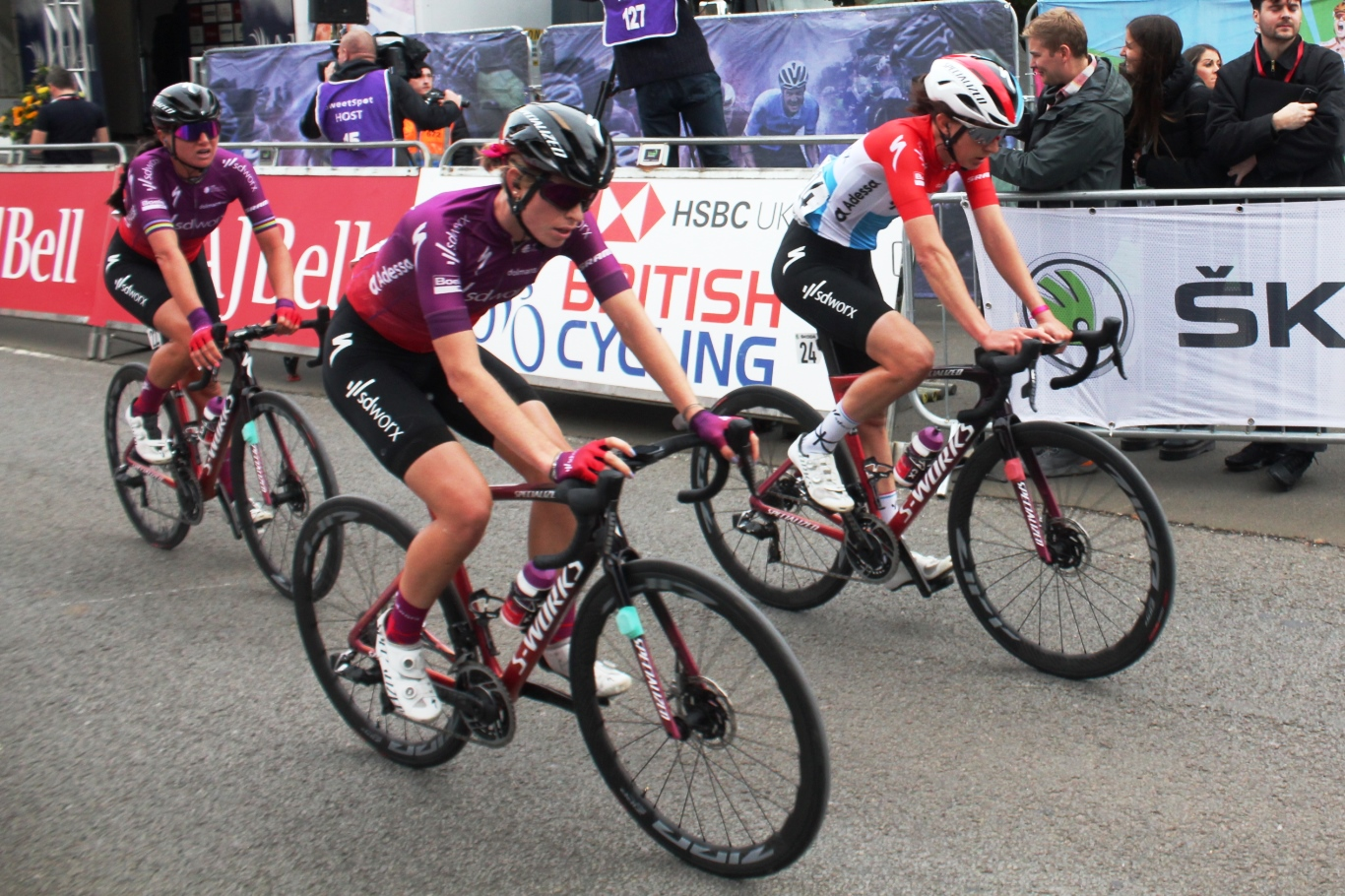
Demi Vollering, ici au premier plan, remporte le Women's Tour

À Paris-Roubaix, la météo est clémente, mais la pluie des jours précédents a rendu les secteurs pavés extrêmement boueux. La course est marquée par de nombreuses chutes. SD Worx ne pèse pas sur la course. Chantal van den Broek-Blaak est la mieux classée à la dixième place.
Au Women's Tour, sur la première étape, arrivé sur le circuit final, un groupe se forme sous l'impulsion de Demi Vollering et Elise Chabbey, mais un regroupement a rapidement lieu. Dans la dernière ascension du Sibford Ferris, Demi Vollering et Amy Pieters sont de nouveau à l'avant, mais le peloton se regroupe. Elena Cecchini est cinquième du sprint. Lors de la deuxième étape, au cinquième tour, un groupe de huit coureuses dont Christine Majerus se forme. Il est repris plus loin. Dans la dernière montée de Barr Beacon, dix coureuses dont Vollering et Pieters partent. Elles se disputent la victoire et Amy Pieters se montre la plus rapide. Demi Vollering remporte le lendemain le contre-la-montre avec plus d'une minute d'avance sur Joscelin Lowden. Chantal van den Broek-Blaak est sixième, Anna Shackley neuvième. Les trois dernières étapes se concluent au sprint et Demi Vollering remporte l'épreuve. 
Au Drentse 8, la météo est extrêmement venteuse et accompagnée d'averses. Cela provoque une importante sélection dans le peloton. Elles sont rapidement seulement dix-sept en tête. À dix kilomètres de l'arrivée, Chantal van den Broek-Blaak part seule. Elle n'est plus reprise. Au Tour de Drenthe, à cinquante kilomètres de l'arrivée, un groupe d'échappée se forme autour de Demi Vollering, mais le peloton réagit. Dans la dernière ascension, Elise Chabbey accélère avec Floortje Mackaij et Elena Cecchini dans la roue. Leur avance est faible au sommet. Elles sont rejointes par trois autres coureuses de l'équipe DSM. Elles se départagent au sprint. Lorena Wiebes est logiquement la plus rapide devant Elena Cecchini.
Aux championnats d'Europe sur piste, Lonneke Uneken est troisième de la course aux points. Aux championnats du monde, Amy Pieters remporte le titre dans la course à l'américaine avec Kirsten Wild.

## Victoires

### Sur route
| Victoires | Victoires                                           | Victoires   | Victoires | Victoires                   | Victoires |
| Date      | Course                                              | Pays        | Classe    | Vainqueur                   |           |
| --------- | --------------------------------------------------- | ----------- | --------- | --------------------------- | --------- |
| 27 fév.   | Circuit Het Nieuwsblad                              | Belgique    | 1.Pro     | Anna van der Breggen        |           |
| 6 mars    | Strade Bianche                                      | Italie      | 1.WWT     | Chantal van den Broek-Blaak |           |
| 10 mars   | 1re étape, Bloeizone Fryslân Tour                   | Pays-Bas    | 2.1       | Jolien D'Hoore              |           |
| 12 mars   | 3e étape, Bloeizone Fryslân Tour                    | Pays-Bas    | 2.1       | Lonneke Uneken              |           |
| 17 mars   | Nokere Koerse                                       | Belgique    | 1.Pro     | Amy Pieters                 |           |
| 21 mars   | Circuit du Westhoek-Mémorial Stive Vermaut          | Belgique    | 1.1       | Christine Majerus           |           |
| 21 avr.   | Flèche wallonne                                     | Belgique    | 1.WWT     | Anna van der Breggen        |           |
| 25 avr.   | Liège-Bastogne-Liège                                | Belgique    | 1.WWT     | Demi Vollering              |           |
| 16 mai    | Gran Premio Ciudad de Eibar                         | Espagne     | 1.1       | Anna van der Breggen        |           |
| 18 mai    | Durango-Durango Emakumeen Saria                     | Espagne     | 1.1       | Anna van der Breggen        |           |
| 23 mai    | 4e étape du Tour de Burgos                          | Espagne     | 2.WWT     | Anna van der Breggen        |           |
| 23 mai    | Classement général, Tour de Burgos                  | Espagne     | 2.WWT     | Anna van der Breggen        |           |
| 5 juin    | Dwars door het Hageland                             | Belgique    | 1.2       | Chantal van den Broek-Blaak |           |
| 16 juin   | Championnat des Pays-Bas du contre-la-montre        | Pays-Bas    | CN        | Anna van der Breggen        |           |
| 17 juin   | Championnat de Hongrie du contre-la-montre          | Hongrie     | CN        | Blanka Vas                  |           |
| 18 juin   | Championnat du Luxembourg du contre-la-montre       | Luxembourg  | CN        | Christine Majerus           |           |
| 19 juin   | Championnat des Pays-Bas sur route                  | Pays-Bas    | CN        | Amy Pieters                 |           |
| 20 juin   | Championnat de Hongrie sur route                    | Hongrie     | CN        | Blanka Vas                  |           |
| 20 juin   | Championnat du Luxembourg sur route                 | Luxembourg  | CN        | Christine Majerus           |           |
| 26 juin   | La Course by Le Tour de France                      | France      | 1.WWT     | Demi Vollering              |           |
| 3 juill.  | 2e étape du Tour d'Italie                           | Italie      | 2.Pro     | Anna van der Breggen        |           |
| 5 juill.  | 4e étape du Tour d'Italie                           | Italie      | 2.Pro     | Anna van der Breggen        |           |
| 10 juill. | 9e étape du Tour d'Italie                           | Italie      | 2.Pro     | Ashleigh Moolman            |           |
| 11 juill. | 3e étape, Baloise Ladies Tour                       | Belgique    | 2.1       | Lonneke Uneken              |           |
| 11 juill. | Classement général, Tour d'Italie                   | Italie      | 2.Pro     | Anna van der Breggen        |           |
| 27 août   | 3e étape, Simac Ladies Tour                         | Pays-Bas    | 2.WWT     | Lonneke Uneken              |           |
| 29 août   | Classement général, Simac Ladies Tour               | Pays-Bas    | 2.WWT     | Chantal van den Broek-Blaak |           |
| 5 oct.    | 2e étape du Tour de Grande-Bretagne féminin         | Royaume-Uni | 2.WWT     | Amy Pieters                 |           |
| 6 oct.    | 3e étape du Tour de Grande-Bretagne féminin         | Royaume-Uni | 2.WWT     | Demi Vollering              |           |
| 9 oct.    | Classement général, Tour de Grande-Bretagne féminin | Royaume-Uni | 2.WWT     | Demi Vollering              |           |
| 22 oct.   | Drentse 8                                           | Pays-Bas    | 1.2       | Chantal van den Broek-Blaak |           |

### Sur piste
| Date       | Course                                           | Pays   | Classe | Vainqueur   |
| ---------- | ------------------------------------------------ | ------ | ------ | ----------- |
| 23 octobre | Championnat du monde de la course à l'américaine | France | CDM    | Amy Pieters |

### En cyclo-cross
| Date       | Course   | Pays     | Classe | Vainqueur         |
| ---------- | -------- | -------- | ------ | ----------------- |
| 2 janvier  | Hittnau  | Suisse   | C1     | Christine Majerus |
| 31 octobre | Overijse | Belgique | CDM    | Kata Blanka Vas   |

### Résultats sur les courses majeures

#### World Tour
| UCI Women's World Tour | UCI Women's World Tour | UCI Women's World Tour | UCI Women's World Tour                   | UCI Women's World Tour | UCI Women's World Tour | UCI Women's World Tour |
| Date                   | n°                     | Pays                   | Course                                   | Meilleure coureuse     | Classement             |                        |
| ---------------------- | ---------------------- | ---------------------- | ---------------------------------------- | ---------------------- | ---------------------- | ---------------------- |
| 6 mars                 | 1                      | Italie                 | Strade Bianche                           | Chantal Blaak          | 1re                    |                        |
| 21 mars                | 2                      | Italie                 | Trofeo Alfredo Binda-Comune di Cittiglio | Ashleigh Moolman       | 14e                    |                        |
| 25 mars                | 3                      | Belgique               | Classic Bruges-La Panne                  | Jolien D'Hoore         | 3e                     |                        |
| 28 mars                | 4                      | Belgique               | Gand-Wevelgem                            | Amy Pieters            | 11e                    |                        |
| 4 avr.                 | 5                      | Belgique               | Tour des Flandres                        | Demi Vollering         | 5e                     |                        |
| 18 avr.                | 6                      | Pays-Bas               | Amstel Gold Race                         | Demi Vollering         | 2e                     |                        |
| 21 avr.                | 7                      | Belgique               | Flèche wallonne                          | Anna van der Breggen   | 1re                    |                        |
| 25 avr.                | 8                      | Belgique               | Liège-Bastogne-Liège                     | Demi Vollering         | 1re                    |                        |
| 20 – 23 mai            | 9                      | Espagne                | Tour de Burgos                           | Anna van der Breggen   | 1re                    |                        |
| 26 juin                | 10                     | France                 | La Course by Le Tour de France           | Demi Vollering         | 1re                    |                        |
| 31 juill.              | 11                     | Espagne                | Classique de Saint-Sébastien             | -                      | -                      |                        |
| 12 – 15 août           | 12                     | Norvège                | Tour de Norvège                          | Ashleigh Moolman       | 2e                     |                        |
| 24 – 29 août           | 13                     | Pays-Bas               | Simac Ladies Tour                        | -                      | -                      |                        |
| 30 août                | 14                     | France                 | Grand Prix de Plouay                     | Ashleigh Moolman       | 9e                     |                        |
| 2 – 5 sept.            | 15                     | Espagne                | Ceratizit Challenge by La Vuelta         | Blanka Vas             | 9e                     |                        |
| 2 oct.                 | 16                     | France                 | Paris-Roubaix                            | Chantal Blaak          | 10e                    |                        |
| 4 – 9 oct.             | 17                     | Royaume-Uni            | Tour de Grande-Bretagne féminin          | Demi Vollering         | 1re                    |                        |
| 23 oct.                | 18                     | Pays-Bas               | Tour de Drenthe                          | Elena Cecchini         | 2e                     |                        |

Demi Vollering est deuxième du classement individuel, Anna van der Breggen sixième et Chantal van den Broek-Blaak neuvième. SD Worx remporte le classement par équipes.

#### Grand tour
| Grand tour            | Tour d'Italie                                                     |
| --------------------- | ----------------------------------------------------------------- |
| Coureuse (classement) | Anna van der Breggen (Vainqueur)                                  |
| Accessits             | 3 étapes, classement par points, classement de la meilleure jeune |

## Classement mondial
| Classement UCI | Classement UCI              | Classement UCI   | Classement UCI |
| Coureuse       | Coureuse                    | Pays             | Points         |
| -------------- | --------------------------- | ---------------- | -------------- |
| 4e             | Demi Vollering              | Pays-Bas         | 3343 pts       |
| 5e             | Anna van der Breggen        | Pays-Bas         | 2732 pts       |
| 15e            | Amy Pieters                 | Pays-Bas         | 1508 pts       |
| 16e            | Ashleigh Moolman            | Afrique du Sud   | 1455 pts       |
| 21e            | Chantal van den Broek-Blaak | Pays-Bas         | 1242 pts       |
| 35e            | Christine Majerus           | Luxembourg       | 734 pts        |
| 41e            | Jolien D'Hoore              | Belgique         | 692 pts        |
| 43e            | Blanka Vas                  | Hongrie          | 683 pts        |
| 48e            | Elena Cecchini              | Italie           | 584 pts        |
| 63e            | Niamh Fisher-Black          | Nouvelle-Zélande | 439 pts        |
| 82e            | Lonneke Uneken              | Pays-Bas         | 299 pts        |
| 87e            | Anna Shackley               | Royaume-Uni      | 279 pts        |
| 137e           | Karol-Ann Canuel            | Canada           | 158 pts        |
| 184e           | Nikola Nosková              | Tchéquie         | 110 pts        |
| 397e           | Roxane Fournier             | France           | 47 pts         |

SD Worx est première au classement par équipe.